# Ägäische Schriftsysteme
Ägäische Schriftsysteme sind eine Gruppe von Hieroglyphen- und Linear (Silben/Strich)-Schriften, die im östlichen Mittelmeerraum und im angrenzenden anatolischen und syrischen Raum während der späten Bronzezeit und der frühen Eisenzeit verwendet wurden. Sie sind weitgehend verwandt, nur teilweise entziffert und behalten ihre archaische Schriftform auch nach Entwicklung des phönikischen Konsonantenalphabets (cf. phönizische Schrift) und des griechischen Alphabets bei. Ihr Verbreitungsgebiet wird von den Gebieten begrenzt, in denen ägyptische Hieroglyphen und Keilschrift geschrieben wurden.

## Kretisch-minoisches System

### Kretische Hieroglyphen
Kretische Hieroglyphen sind die älteste minoische Schrift. Sie wurde vorzugsweise auf Kreta und den Inseln Kythera und Samothrake verbreitet. Sie wurden zwischen 1900 und 1700 v. Chr. verwendet. Es gibt etwa 100 verschiedene Silbenzeichen auf etwa 330 Schriftträgern. Sie sind nicht entziffert, gelten aber als Vorläufer von Linear A, das an denselben Orten entwickelt wurde.

### Linear A
Linear A wurde schwerpunktmäßig auf Kreta (in Knossos, Phaistos, Chania etc.) verwendet, verbreitete sich aber auch aufs griechische Festland (z. B. Tiryns). Einzelne Funde stammen aus Palästina (Lachisch und Tel Haror), dem ägyptischen Auaris (15. oder 16. Dynastie), aus Kythera, von den Kykladen, aus Milet, aus Troja und von Samothrake. Sie wurde etwa zwischen 1635 und 1450 v. Chr. verwendet. Es gibt etwa 1400 Texte, 7300 Zeichen, 70 Silbenzeichen und 200 Logogramme. Die ältesten Zeugnisse scheinen aus Phaistos zu stammen. Die Schrift ist nur ansatzweise entziffert. Die Sprache scheint das unbekannte Minoische zu sein, der Vorläufer des Eteokretischen.

### Linear B
Linear B wurde zuerst nur in den Orten auf dem griechischen Festland geschrieben und folgt dort zeitlich auf Linear A. Sie ist fast vollständig entziffert und gibt die älteste aufgezeichnete Form des Griechischen wieder, des Mykenischen. Später erfolgte eine Ausbreitung nach Kreta, wo sie ebenfalls Linear A ablöste. Mit dem Untergang der mykenischen Kultur verschwand diese Schrift. Sie war den späteren Griechen nicht mehr bekannt.

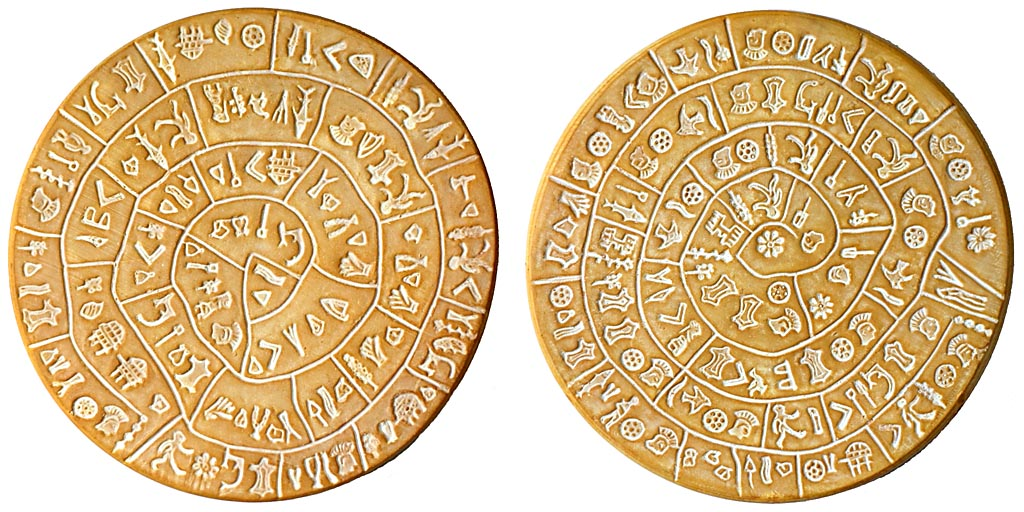
Diskos von Phaistos (schematische Darstellung)

### Kypro-minoische Schrift oder Linear C
Die kypro-minoische Schrift umfasst eigentlich drei verschiedene Schriften. Der Verbreitungsraum schließt sich nordöstlich an den von Linear A an mit Zypern im Zentrum und Ausläufern an der levantinischen Küste in Ugarit und Byblos. Sie sind dem Linear A aufs engste verwandt und wurden auch nach dem Untergang der mykenischen Kultur bis ins 6. Jahrhundert verwendet. Die Frühformen, die wohl für die kypro-minoische Sprache, den Vorläufer der eteokyprischen Sprache, verwendet wurden, sind nicht entziffert, die späteren, die für den griechischen Dialekt auf Zypern verwendet wurden, allerdings schon, vgl. kyprische Schrift.

#### C I
Diese Form war auf Zypern vom 16. bis 11. Jh. v. Chr. in Gebrauch. Sie steht Linear A sehr nahe.

#### C II
Diese Form wurde in dem zyprischen Ort Enkomi vom 13. bis zum 12. Jh. v. Chr. verwendet.

#### C III
Diese Form wurde in Ugarit während des 13. Jh. v. Chr. verwendet, nicht zu verwechseln mit dem Keilschrift-Alphabet, das ebenfalls in Ugarit (cf. Ugaritische Schrift) verwendet wurde.

#### Kyprische Schrift
Diese Form stellt eine Anpassung an den griechischen Dialekt dar, der auf Zypern gesprochen wurde. Sie wurde bis ins 5. Jh. v. Chr. verwendet (cf. Kyprische Schrift).

## Luwisches System

### Luwische Hieroglyphen
Luwische Hieroglyphen wurden in Westanatolien, Kilikien und Nordsyrien für die luwische Sprache verwendet. Sie überlebten ebenfalls den Zusammenbruch der späten Bronzezeit. Sie sind vollständig lesbar. Trotz der Bekanntschaft mit der Keilschrift wurden diese Hieroglyphen lange weiter verwendet. Ihre Verwandtschaft mit den kretischen Hieroglyphen ist nicht restlos geklärt.

### Urartäische Hieroglyphen
Urartäische Hieroglyphen wurden während des 8. und 7. Jahrhunderts von den Urartäern verwendet, die vorher bereits die Keilschrift kannten. Sie scheinen auf die luwischen Hieroglyphen zurückzugehen. Neben ihnen wurde weiterhin die Keilschrift verwandt.

## Der Diskos von Phaistos
Der Diskos von Phaistos ist bis auf phantasiereiche Versuche noch nicht entziffert. Obwohl er aus dem kretischen Ort Phaistos stammt, scheint er nicht mit den anderen hier genannten Schriften verwandt zu sein. Auch der Verdacht einer Fälschung steht im Raum.

## Die Schrift von Byblos

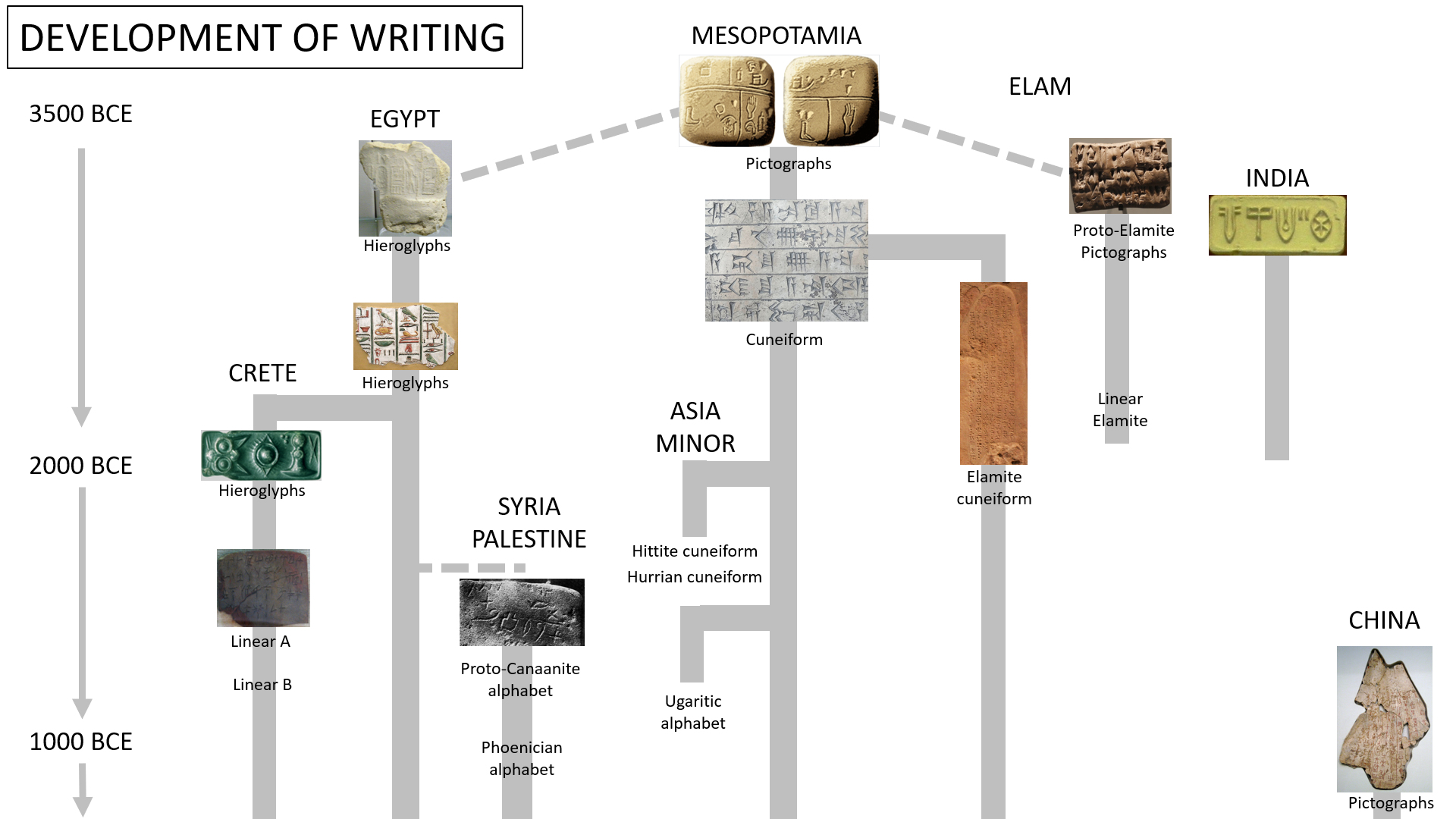
Rekonstruktion der Entwicklung des Schreibens. Basierend auf der Hypothese, dass die sumerische Keilschrift der Ursprung vieler Schriftsysteme sei.

### Lexikonartikel
- Hieroglyphenschriften, in: Der Neue Pauly 5, Spalte 538–540.
- Linear A, in: Der Neue Pauly 7, Spalte 243–244.
- Kypro-Minoische Schriften, in: Der Neue Pauly 6.

### Aufsätze
- Jon C. Billigmeier: An Inquiry into the non-Greek Names on the Linear B Tablets from Knossos and their Relationship to Languages of Asia Minor. In: Minos: Revista de filología egea. Nr. 10. Consejo Superior de Investigaciones Cientificas, 1970, ISSN 0544-3733, S. 177–183 (englisch, Online [abgerufen am 14. Februar 2014]).
- W. C. Brice: Notes on Linear A. In: Kadmos 22 (1983), S. 81–106; 27 (1988), S. 155–165; 30 (1991), S. 42–48.
- W. C. Brice: Notes on the Cretan Hieroglyphic Script: I. The Corpus. II. The Clay Bar from Malia. H20, Kadmos 29 (1990) S. 1–10.
- W. C. Brice: Cretan Hieroglyphs & Linear A. Kadmos 29 (1990) S. 171 f.
- W. C. Brice: Notes on the Cretan Hieroglyphic Script: III. The Inscriptions from Mallia Quarteir Mu. IV. The Clay Bar from Knossos. P116, Kadmos 30 (1991) S. 93–104.
- W. C. Brice: Notes on the Cretan Hieroglyphic Script. Kadmos 31 (1992), S. 21–24.
- J. F. Daniel: Prolegomena. In: AJA 45 (1941), S. 249–283.
- Sigrid Deger-Jalkotzy und Oswald Panagl (Hrsg.): Die neuen Linear B-Texte aus Theben. Ihr Aufschlußwert für die Mykenische Sprache und Kultur. Akten des internationalen Forschungskolloquiums an der Österreichischen Akademie der Wissenschaften am 5. und 6. Dezember 2002 (Veröffentlichungen der Mykenischen Kommission Band 23), Wien 2006.
- Ch. Henke: The Mathematics of the Phaistos Disc. In: Forum Archaeologiae 48/IX/2008 (http://homepage.univie.ac.at/elisabeth.trinkl/forum/forum0908/48phaistos.htm).
- Stefan Hiller: Altägäische Schriftsysteme (außer Linear B). In: AAHG 31 (1978), S. 53–60.
- Stefan Hiller: Die kypro-minoischen Schriftsysteme. In: Archiv für Orientforschung. Beiheft 20. (1985).
- Olivier Masson: Répertoire des inscriptions chypro-minoennes. In: Minos 5 (1957), S. 9–27.
- Olivier Masson: Les Inscriptions chypriotes syllabiques. Recueil critique et commenté (Études Chypriotes I), Paris 1961.
- Emilia Masson: Étude de vingt-six boules d'argile inscrites trouvées a Enkomi et Hala Sultan Tekke (Chypre). Studies in Mediterranean Archaeology. Bd. 31,1. Studies in the Cypro-Minoan Scripts 1. Åström, Göteborg 1971.
- E. Masson: A propos du grand cylindre inscrit d'Enkomi. In: Kadmos. de Gruyter, Berlin 12.1973, S. 79–80.
- Emilia Masson: Cyprominoica – Repertoires, Documents de Ras Shamra, Essais d'Interpretation. Studies in Mediterranean Archaeology. Bd. 31,2. Studies in the Cypro-Minoan Scripts 2. Åström, Göteborg 1974.
- Piero Meriggi: I nuovi testi Ciprominoici. In: Minos. Salamanca 13. 1973, S. 197 ff.
- Werner Nahm: Studien zur kypro-minoischen Schrift. Teil 1. In: Kadmos 20, Berlin (1981), S. 52–63.
- Werner Nahm: Studien zur kypro-minoischen Schrift. II. In: Kadmos 23, Berlin (1984), S. 164–179.
- G. A. Owens, The Common Origin of Cretan Hieroglyphs and Linear A. Kadmos 35:2 (1996), S. 105–110.
- G. A. Owens, An Introduction to «Cretan Hieroglyphs». A Study of «Cretan Hieroglyphic» Inscriptions in English Museums (excluding the Ashmolean Museum Oxford), Cretan Studies VIII (2002), S. 179–184.
- I. Schoep: A New Cretan Hieroglyphic Inscription from Malia. (MA/V Yb 03), Kadmos 34 (1995), S. 78–80.
- Johannes Sundwall: Die kretische Linearschrift. In: Jahrbuch des Kaiserlich Deutschen Archäologischen Instituts. Band XXX. Georg Reimer, Berlin 1915, S. 41 (Online [abgerufen am 16. Januar 2013]).
- J. G. Younger: The Cretan Hieroglyphic Script. A Review Article, Minos 31–32 (1996–1997) S. 379–400.

### Bücher
- Antonín Bartoněk: Handbuch des mykenischen Griechisch. Heidelberg 2003, ISBN 3-8253-1435-9.
- John Chadwick: Die mykenische Welt. Stuttgart 1979, ISBN 3-15-010282-0.
- John Chadwick: Linear B and related scripts. British Museum Publications, London 1987. (3. Aufl. 1995), ISBN 0-520-06019-9.
- Yves Duhoux, Thomas G. Palaima, John Bennet: Problems in Decipherment. (1989); ISBN 90-6831-177-8.
- Werner Ekschmitt: Die Kontroverse um Linear B. München 1982, ISBN 3-406-00982-4.
- Károly Földes-Papp: Vom Felsbild zum Alphabet. Stuttgart/Zürich 1987, ISBN 3-7630-1266-4.
- Alfred Heubeck: Aus der Welt der frühgriechischen Lineartafeln. Vandenhoeck u. Ruprecht 1966, ISBN 3-525-25312-5.
- S. Hiller, O. Panagl: Die frühgriechischen Texte aus mykenischer Zeit. Darmstadt 1976. (2. Aufl. 1986), ISBN 3-534-06820-3.
- Simon Singh: Geheime Botschaften: Die Kunst der Verschlüsselung von der Antike bis in die Zeiten des Internet. 2001.
- Michael Ventris, John Chadwick: Documents in Mycenaean Greek. Cambridge 1956. (2. Aufl. 1974), ISBN 0-521-08558-6.

### Corpora
- CHIC (Corpus der kretischen Hieroglyphen): Jean-Pierre Olivier und Louis Godart, in collaboration with J.-C. Poursat, Corpus Hieroglyphicarum Inscriptionum Cretae. Études Crétoises 31, Paris 1996, ISBN 2-86958-082-7.
- GORILA (Linear A Corpus): Jean-Pierre Olivier und Louis Godart: Recueil des inscriptions en Linéaire A. (Études Crétoises 21) 5 Bde., Paris 1976–1985.